# Živa rana, živi sok
Živa rana, živi sok je naslov pesniške zbirke Tomaža Šalamuna, ki je izšla leta 1988. Pesniška zbirka vsebuje navedbo treh Dantejevih tercin iz Vic, v prevodu Alojza Gradnika, le-tem pa sledijo sledeče pesmi:
- Rojstvo pesnika
- Svetlo vklesan v ime (I,II)
- Nimb
- Grad
- Himne belih dlak sladke velike matere
- Teme
- Lakmus
- Žale
- Na Jami
- Jelen
- Amerika
- Generacija
- Kupole
- Jakovu Brdarju
- Vrhovci
- Pismo
- St.Moritz on the park
- Štiri vprašanja melanholije
- Milina moja, my line
- Jaz in ti
- Maram, maram
- (Sita gluha banana)
- Stene
- Tvoja duša sem, tvoja košuta
- Orel. veverica, košuta
- vŠopki
- Sreča so topli razliti možgani
- Parniki
- Morje traja
- (Možgani so se mi razlili)
- (Polušajte me)
- Slow motion
- Iz rebra
- Meved
- Drevo odkupnine
- Kristus pred Hermesovimi vrati, 2
- Moje steklo, moja moka
- Grlo
- Leopard ne čepi
- Zahrešči ne! Zahrešči ne!
- Cesta pomladi
- Cetinje
- Vrat
- Sedmi december 1986
- Ljubezen
- Pesem za Cindy Kleine
- Pozvoni!
- Živa rana, živi sok

Naslovi pesmi, ki so navedeni v oklepajih, so pravzaprav začetne vrstice kitic, ker so pesmi sicer brez pravega naslova. To so pesmi z uvodno pesmijo vred: »Sita gluha banana ...«, »Možgani so se mi razlili« in »Poslušajte me svet«.